# Los Lonely Boys
I Los Lonely Boys sono un gruppo musicale statunitense originario di San Angelo (Texas) e attivo dal 1996. Praticano un rock influenzato da blues, country e soul tipico del loro Stato, appunto il Texas e chiamato power rock. Si tratta di un trio composto da tre fratelli. Hanno avuto successo soprattutto con i primi due album. Nell'ambito dei Grammy Awards 2005 hanno ricevuto una nomination come miglior artista esordiente.

## Formazione
- Henry Garza - chitarra, voce
- Jojo Garza - basso
- Ringo Garza - batteria

## Discografia

### Album studio
- 1997 - Los Lonely Boys
- 1998 - Teenage Blues
- 2004 - Los Lonely Boys (#9 Billboard 200)
- 2006 - Sacred (#2 Billboard 200)
- 2008 - Forgiven (#26)
- 2008 - Christmas Spirit
- 2009 - 1969
- 2011 - Rockpango
- 2014 - Revelation

### Album dal vivo
- 2005 - Live at the Fillmore
- 2006 - Live at Blue Cat Blues
- 2010 - Keep On Giving: Acoustic Live!

### Raccolte
- 2009 - Playlist: The Very Best of Los Lonely Boys (raccolta)

## Videografia
- 2004 - Texican Style (DVD)
- 2007 - Cottonfields and Crossroads